# استراسبورگ (میزوری)
استراسبورگ (به انگلیسی: Strasburg) یک شهر در ایالات متحده آمریکا است که در شهرستان کاس، میزوری واقع شده‌است. استراسبورگ ۰٫۴۹ کیلومتر مربع مساحت و ۱۴۱ نفر جمعیت دارد و ۲۵۷ متر بالاتر از سطح دریا واقع شده‌است.